# Râul Ciocârlia, Miloveanu
Râul Ciocârlia este un curs de apă, afluent al râului Miloveanu. 